# Microtus nasarovi
Microtus nasarovi је сисар из реда глодара и породице хрчкова (лат. Cricetidae).

## Распрострањење
Врста је присутна у Азербејџану и Јерменији.

## Станиште
Врста Microtus nasarovi има станиште на копну.

## Угроженост
Подаци о распрострањености ове врсте су недовољни.

### Популациони тренд
Популациони тренд је за ову врсту непознат.